# Franklin D. Roosevelt
Franklin Delano Roosevelt (født 30. januar 1882, død 12. april 1945) var en amerikansk politiker og USA's 32. præsident i perioden 1933 – 1945. Han blev ofte omtalt blot med sine forbogstaver FDR. Han var en central personlighed i det 20. århundrede i perioden fra Depressionen til 2. Verdenskrig. Roosevelt blev valgt til USA's præsident fire gange og beklædte posten fra 1933 til 1945, hvilket gør ham til den eneste amerikanske præsident, som har siddet i mere end to perioder.
Under Depressionen i 1930'erne skabte Roosevelt genopretningsplanen New Deal for at yde hjælp til de arbejdsløse, genopbygge den amerikanske økonomi og reformere de økonomiske og finansielle systemer gennem en række statslige instanser, såsom the Works Project Administration (WPA), the National Recovery Administration (NRA) og the Agricultural Adjustment Administration (AAA). Selv om genopbygningen af økonomien ikke var tilendebragt inden 2. verdenskrig, er der adskillige af hans initiativer, såsom det føderale banksystem, the Tennessee Valley Authority (TVA) og det amerikanske finanstilsyn (SEC), som fortsat spiller en fremtrædende rolle i landets erhvervsliv. Blandt de tiltag han stod bag kan også nævnes De Forenede Staters Social Security-system og the National Labor Relations Board (NLRB).
Mens Storbritannien førte krig mod Aksemagterne, fik Roosevelt vedtaget Lend-Lease-lovgivningen, som ydede støtte til Winston Churchill og den britiske krigsindsats inden USA blev trukket ind i 2. verdenskrig i december 1941. På hjemmefronten indførte han priskontrol og rationering. Efter den japanske flådes angreb på Pearl Harbor og den tyske og italienske krigserklæring mod USA, lod Roosevelt mange amerikanere af japansk afstamning og nogle af italiensk internere.
Roosevelt førte USA frem til at blive Demokratiets arsenal. Han arbejdede tæt sammen med Harry Hopkins om at gøre USA til verdens største våbenproducent og på at finansiere såvel USA som de øvrige allierede i 2. Verdenskrig. Amerika oplevede en kraftig industriel ekspansion og fik fuld beskæftigelse, hvilket åbnede nye muligheder for især sorte og kvinder. Den nye konservative koalition i Kongressen, som hævdede at arbejdsløsheden var ved at forsvinde, nedlagde de fleste af 1930'ernes hjælpeprogrammer, såsom Works Progress Administration (WPA) og Civilian Conservation Corps. Da de allierede nærmede sig sejren, spillede Roosevelt en afgørende rolle i tilrettelæggelsen af efterkrigstidens verden, især ved Jalta-konferencen og opbygningen af de Forenede Nationer.
Roosevelts valg til præsident skabte en politisk fornyelse, som forskerne kalder det 5. parti system. Hans aggressive anvendelse af den føderale regering skabte en New Deal koalition som dominerede det Demokratiske parti indtil slutningen af 1960'erne. Roosevelt indførte nye skatter, som ramte alle indkomstgrupper. Amerikanske konservative strittede ihærdigt imod, men Roosevelt sejrede i reglen, indtil han forsøgte at øve indflydelse ved at udvide antallet af dommere i den amerikanske højesteret i 1937. Han og hans kone Eleanor Roosevelt er fortsat nøglefigurer for den moderne amerikanske liberalisme. Roosevelts regering omdefinerede amerikansk liberalisme og ændrede grundlaget for det Demokratiske Parti så det blev baseret på hans New Deal koalition, der bestod af landmænd, minoriteter af etnisk, religiøs og racemæssige karakter, intellektuelle, sydstaterne, de politiske maskiner i storbyerne samt de fattige og arbejdsløse.
Franklin D. Roosevelt betragtes af mange akademikere som en af de største amerikanske præsidenter, men hans arv er også kontroversiel. Især interneringen af japanere og japansk-amerikanere under 2. Verdenskrig har været kritiseret.[kilde mangler]

## Personlige liv

### Familie og tidlige liv
Roosevelt er en engelsk form af det hollandske efternavn 'van Rosevelt,' eller 'van Rosenvelt', som betyder 'rosemarken'.' Familien var en af de ældste og mest velhavende i staten New York, og udmærkede sig indenfor andet end politik. Franklins kusine vandt således US Open i tennis i 1890. Hans mor opkaldte ham efter sin yndlingsonkel Franklin Delano. Slægtsfaderen til Delano-familien i Amerika i 1621 var Philippe de la Noye, den første Huguenot som kom til den nye verden, og hans familienavn blev anglificeret til Delano.
Franklin Delano Roosevelt blev født den 30. januar 1882 i byen Hyde Park, som ligger ved Hudson-floden i delstaten New York. Hans far, James Roosevelt, og hans mor Sara var begge ud af velhavende newyorker-familier, af henholdsvis hollandsk og fransk afstamning. Franklin var deres eneste barn. Hans farmor Mary Rebecca Aspinwall var kusine til Elizabeth Kortright Monroe, som var gift med USA's femte præsident James Monroe. En af hans forfædre var John Lothropp, som også var forfader til Benedict Arnold og Joseph Smith, Jr. En af hans fjernere slægtninge på sin moders side er forfatteren Laura Ingalls Wilder. Hans morfar Warren Delano II, var efterkommer af Mayflower-passagererne Richard Warren, Isaac Allerton, Degory Priest og Francis Cooke. I løbet af en 12-årig periode skabte han sig en formue på over en million dollars ved handel med te i Macau, Canton og Hong Kong, men efter at være kommet tilbage til USA mistede han det hele i Panikken i 1857. I 1860 vendte han tilbage til Kina og skabte sig en formue i den tvivlsomme, men meget profitable opiumshandel ved at levere opiumsbaserede lægemidler til det amerikanske krigsministerium under den amerikanske borgerkrig – og andre.
Roosevelt voksede op i en privilegeret familie. Sara var en besiddende mor, mens James var en ældre og fjern far (han var 54, da Franklin blev født). Sara havde en dominerende indflydelse i Franklins tidlige år. Hyppige rejser til Europa betød, at Roosevelt talte flydende tysk og fransk. Han lærte at ride, skyde, ro og spille polo og tennis.
Roosevelt gik på Groton School, en episkopal kostskole i Massachusetts. Han blev stærkt påvirket af skolens rektor, Endicott Peabody, som prædikede den kristnes pligt til at hjælpe mindre heldigt stillede og tilskyndede sine studerende til at gå i offentlig tjeneste. Roosevelt gik på Harvard, hvor han boede luksuriøst og var medlem af Alpha Delta Phi broderskabet. Han var også præsident for dagbladet The Harvard Crimson. Mens han gik på Harvard, blev en fjern slægtning, Theodore Roosevelt, præsident i USA, og Theodores energiske ledelsesstil og reformiver gjorde ham til Franklins rollemodel og helt. I 1902 mødte han sin senere kone - Eleanor Roosevelt, Theodores niece - ved en reception i Det Hvide Hus. (De havde tidligere mødtes som børn, men dette var deres første rigtige møde.) Eleanor og Franklin var også i familie langt ude. De nedstammede begge fra Claes Martensz van Rosenvelt (Roosevelt), som ankom til New Amsterdam (Manhattan) fra Holland i 1640'erne. Roosevelts to børnebørn, Johannes og Jacobus, grundlagde Long Island- og Hudson River-grenene af Roosevelt-familien. Eleanor og Theodore Roosevelt var efterkommere af Johannes' gren, mens FDR stammede fra Jacobus-grenen.
Roosevelt startede på Columbia Law School i 1905, men opgav studierne (og fuldførte dem aldrig) i 1907, fordi han havde bestået adgangseksamen til advokatsamfundet i staten New York. I 1908 fik han en stilling ved det prestigefyldte Wall Street-firma Carter Ledyard & Milburn, som fortrinsvis arbejdede med selskabsret.

### Ægteskab og familieliv
Den 17. marts 1905 giftede Roosevelt sig med Eleanor trods kraftig modstand fra hans mor. Eleanors onkel, Theodore Roosevelt, førte bruden til alters i stedet for hendes afdøde far. Det unge par flyttede ind på Springwood, hans families ejendom, og FDR's mor flyttede praktisk taget med, til stor ærgrelse for Eleanor. Franklin var en karismatisk, nydelig og socialt aktiv mand. I modsætning hertil var Eleanor sky og brød sig ikke om at omgås mange mennesker, så i starten blev hun hjemme for at passe deres børn, som de fik seks af i hurtig rækkefølge:
- Anna Eleanor (1906–1975; 69 år)
- James (1907–1991; 84 år)
- Franklin Delano, Jr. (3. marts 1909 – 7. november 1909; 8 måneder)
- Elliott (1910–1990; 80 år)
- en ny Franklin Delano, Jr. (1914–1988; 74 år)
- John Aspinwall (1916–1981; 65 år).

Roosevelt havde affærer ved siden af sit ægteskab, bl.a. med Eleanors sekretær Lucy Mercer, hvilket begyndte kort efter at hun blev ansat i starten af 1914. I september 1918 opdagede Eleanor nogle breve, som afslørede affæren i Roosevelts kufferter, da han vendte tilbage fra et besøg i Europa. Ifølge Roosevelt-familien tilbød Eleanor Franklin en skilsmisse, så han kunne være sammen med den kvinde han elskede, men Lucy, som var katolik, kunne ikke få sig selv til at gifte sig med en fraskilt mand med fem børn. Lucys familie derimod hævder, at hun gerne ville gifte sig med Franklin, men at "Eleanor ikke ville træde til side". Ifølge FDR's levnedsbeskriver, Jean Edward Smith, er det almindeligt anerkendt, at Eleanor faktisk tilbød "at give Franklin hans frihed." De blev imidlertid forsonet på en måde ved hjælp af uformel mægling fra Roosevelts rådgiver, Louis Howe, og FDR lovede aldrig at se Lucy igen. Sara blandede sig også og sagde til Franklin, at hvis han blev skilt, ville han skandalisere familien, og hun "ville ikke give ham en dollar mere". Eleanor fik et eget hus i Hyde Park ved Valkill. Deres ægteskab er blevet betegnet som et fornuftsægteskab.
Franklin og Lucy vedblev med at skrive til hinanden, men sås først igen i 1941. Lucy fik kodenavnet "Mrs. Johnson" af United States Secret Service. Først i 1960'erne blev affæren offentligt kendt.
I 1919 boede familien Roosevelt ved siden af justitsminister A. Mitchell Palmer, og var til stede, da en Galleanist anarkist blev dræbt under det mislykkede bombeattentat, som var et forsøg på at dræbe Palmer. Ligeledes i 1919 hjalp Franklin Roosevelt Éamon de Valera og hans nydannede IRA med at omgå eksportlovene, så de kunne sende våben til brug mod britiske tropper i den irske uafhængighedskrig.
De fem overlevende børn havde alle en omskiftelig tilværelse, som blev overskygget af deres berømte forældre. De var tilsammen gift nitten gange, blev skilt 15 gange og fik 23 børn. Alle fire sønner var officerer under 2. Verdenskrig og fik udmærkelser for tapperhed. To af dem blev valgt til Repræsentanternes Hus – FDR jr. sad i tre valgperioder som repræsentant for Upper West Side of Manhattan, og James sad i seks perioder for 26. valgdistrikt i Californien. Ingen blev valgt til højere stillinger trods adskillige forsøg.
Roosevelts hund, Fala, blev kendt som Roosevelts ledsager, mens han sad i Det Hvide Hus, og blev kaldt "den mest fotograferede hund i verden."

## Tidlige politiske karriere

### Senator i New York
I 1910 stillede Roosevelt op ved valget til senatet i delstaten New York i valgdistriktet omkring Hyde Park. Her var der ikke blevet valgt en demokrat siden 1884. Med Roosevelt-navnet og den tilhørende rigdom, prestige og indflydelse i Hudson-dalen – og med partiets rygvind overalt – blev han båret ind i statens senat i Albany. Roosevelt tiltrådte sin post den 1. januar 1911. Han blev leder af en gruppe af reformatorer, som var modstandere af Manhattans Tammany Hall-partiorganisation (maskine), som dominerede det demokratiske parti i staten. Roosevelt blev snart en populær person blandt New Yorks Demokrater. Han blev genvalgt til en anden periode den 5. november 1912, men trådte tilbage den 17. marts 1913.

### Viceflådeminister
Franklin D. Roosevelt blev udpeget til viceminister for United States Navy af Woodrow Wilson i 1913. Han fungerede under flådeminister Josephus Daniels. I 1914 blev han slået ved primærvalget til Senatet af Tammany Hall kandidaten James W. Gerard. Som viceminister arbejdede Roosevelt på at udvide flåden og grundlagde United States Navy Reserve. Wilson sendte flåden og Marinekorpset af sted for at gribe ind i Centralamerikanske og caribiske lande. I en række taler som vicepræsidentkandidat ved valget i 1920 at han som viceflådeminister skrev den forfatning, som USA påtvang Haiti i 1915.
Roosevelt udviklede en varig kærlighed til flåden. Han forhandlede med lederne i Kongressen og andre ministerier for at få budgetterne vedtaget. Han blev en entusiastisk fortaler for ubådsvåbenet og også for måder at bekæmpe den tyske ubådsplage for allieret skibsfart på. Han foreslog således etableringen af en minespærring over Nordsøen fra Norge til Skotland. I 1918 besøgte han Storbritannien og Frankrig for at inspicere amerikanske flådeinstallationer. Under besøget mødte han Winston Churchill for første gang. Ved afslutningen af 1. Verdenskrig fik han ansvar for demobiliseringen, selv om han var modstander af planer om fuldstændig at skrotte flåden. I juli 1920 trådte Roosevelt tilbage som viceflådeminister.

### Kampagnen for at blive vicepræsident
Demokraternes partikonvent i 1920 valgte Roosevelt som kandidat til vicepræsident posten mens guvernør James M. Cox fra Ohio var deres præsidentkandidat. Roosevelt styrkede den nationale platform, men parret blev solidt slået af Republikanernes kandidat Warren G. Harding. Roosevelt vendte tilbage til en juridisk praksis i New York og meldte sig ind i den nystiftede New York Civitan Club, men få tvivlede på, at han ville søge at blive valgt til noget igen.

### Lammet
I august 1921 mens Roosevelt familien var på ferie på Campobello Island i New Brunswick blev Roosevelt syg. Dengang regnede man med at det var polio. Sygdommen førte til at han blev lammet fra taljen og nedad. I resten af livet nægtede Roosevelt at acceptere at han var permanent lammet. Han prøvede mange former for behandlinger, herunder hydroterapi, og i 1926 købte han et feriecenter i Warm Springs, Georgia, hvor han grundlagde et center for vandterapeutisk behandling af polio-patienter, der stadig drives under navnet Roosevelt Warm Springs Institute for Rehabilitation. Efter at han blev præsident hjalp han med til at grundlægge the National Foundation for Infantile Paralysis (nu kendt som March of Dimes). Hans lederskab i denne organisation er en af årsagerne til, at han er afbildet på den amerikanske 10-cent (dime).
På det tidspunkt kunne Roosevelt overbevise mange mennesker om, at han rent faktisk fik det bedre, hvilket han mente var af afgørende betydning, hvis han skulle vælges til noget igen. Han fik monteret jernskinner på sine hofter og ben, og så lærte han sig med store anstrengelser at gå korte afstande ved at dreje sin krop mens han støttede sig til en stok. Når han var hjemme brugte han en kørestol, men han var omhyggelig med aldrig at blive set offentligt i den. Når han optrådte offentligt var det i reglen stående med støtte i den ene side af en hjælper eller en af sine sønner.
I 2003 fandt man i en peer-reviewed undersøgelse frem til, at det var mere sandsynligt, at Roosevelts lammelse skyldes Guillain-Barrés syndrom og ikke børnelammelse.

## Guvernør i New York, 1929–1932
Roosevelt bibeholdt sine kontakter og fjernede uoverensstemmelser med Demokraterne i løbet af 1920'erne. Selv om han havde slået sig op på at være modstander af Tammany Hall modererede han sine synspunkter. Han hjalp Alfred E. Smith med at vinde guvernørvalget i New York i 1922. Roosevelt holdt nomineringstalerne for Smith ved Demokraternes partikonventer i 1924 og 1928. Som Demokraternes præsidentkandidat i 1928 bad Smith til gengæld Roosevelt om at stille op til guvernørvalget. Mens Smith tabte præsidentvalget stort, og endda tabte i sin hjemstat, blev Roosevelt valgt til guvernør med et snævert flertal.
Som reformguvernør etablerede han en række nye sociale programmer, og han blev rådgivet af Frances Perkins og Harry Hopkins.
Ved valget i 1930 havde Roosevelt brug for Tammany Halls støtte for at blive genvalgt. Hans republikanske modkandidat, Charles H. Tuttle, brugte korruptionen i forbindelse med Tammany Hall som et emne i valgkampen. Da valget nærmede sig indledte Roosevelt undersøgelser af salget af juridiske embeder. Han blev valgt for en ny periode med et flertal på over 700.000 stemmer.

## Støtte af spejderbevægelsen
Roosevelt var en stærk tilhænger af spejderbevægelsen helt fra 1915. I 1924 blev han præsident for spejderne i New York City og førte an i opbygningen af Ten Mile River Boy Scout Camp mellem 1924–1928 til brug for spejderne i New York City. Da han var guvernør i 1930 tildelte de amerikanske spejdere ham den højeste udmærkelse for voksne, Silver Buffalo Award, som tildeles som anerkendelse af fremragende støtte for ungdommen på nationalt niveau.
Da han senere blev præsident var Roosevelt æresmedlem af spejderne og deltog i den første nationale jamboree i Washington, D.C. i 1937.

## Præsidentvalget i 1932
Roosevelts stærke base i den mest folkerige stat gjorde ham til en oplagt kandidat ved præsidentvalget, som var kraftigt ombejlet da det lod til at den siddende præsident Herbert Hoover stod svagt. Al Smith havde støtte af nogle af storbyernes partiorganisationer, men havde mistet kontrollen over partiet i New York til Roosevelt. Roosevelt opbyggede sin egen nationale koalition med personlige allierede såsom avisudgiveren William Randolph Hearst, den irske leder Joseph P. Kennedy Sr. og den californiske leder William G. McAdoo. Da den texanske leder John Nance Garner sluttede sig til FDR blev han nomineret som præsidentkandidat.
I talen hvor han modtog nomineringen sagde Roosevelt:
| „ | Udover landet søger mænd og kvinder, som er glemt i regeringens politiske filosofi, mod os for vejledning og for mere lige muligheder for at deltage i fordelingen af nationens velstad ... jeg forpligter jer og jeg forpligter mig selv til en ny aftale for det amerikanske folk ... Dette er mere end en politisk kampagne. Det er et mobiliserings kald. | “ |

Valgkampagnen blev ført i skyggen af Depressionen|den store krise, og de nye alliancer, som den skabte. Roosevelt og Demokraterne mobiliserede det voksende antal fattige og de organiserede arbejdere, etniske minoriteter, folk i byerne, hvide i sydstaterne og skabte dermed New Deal koalitionen.
Økonomen Marriner Eccles bemærkede at valgtalerne ofte lod til at være enorme trykfejl, hvori Roosevelt og Hoover udtalte hinandens replikker." Roosevelt fordømte Hoovers fejlslagne forsøg på at genskabe velstanden, eller blot stoppe nedgangen, og han latterliggjorde Hoovers enorme underskud. Roosevelt gik til valg på Demokraternes program, der gik ind for "øjeblikkelige og drastiske nedskæringer i alle offentlige udgifter", "afskaffelse af nytteløse kommissioner og kontorer, sammenlægning af forvaltninger og fjernelse af ødselhed og mindskelse af bureaukratiet" samt for en "sund valuta, der skulle fastholdes for enhver pris." Den 23. september fremkom Roosevelt med den dystre vurdering at "Vort industrielle kompleks er bygget. Problemet lige nu er om det ikke under de nuværende omstændigheder er for stort. Vores yderste grænser er for længst blevet nået." Hoover fordømte dette som pessimisme og en fornægtelse af "løftet om amerikansk levevis ... fortvivlelsens råd." Spørgsmålet om alkoholforbuddet sikrede Roosevelt "våde" stemmer, og han bemærkede, at afskaffelsen af forbuddet ville skaffe nye skatteindtægter.
Roosevelt fik 57 % af stemmerne og vandt i alle stater bortset fra seks. Efter valget afslog Roosevelt en invitation fra Hoover om et møde der skulle munde ud i en fælles plan for at stoppe nedgangen og berolige investorer, idet han hævdede at det ville binde hans hænder. Økonomien var i frit fald og banksystemet indledte en fuldstændig lukning af landet da Hoovers præsidentperiode sluttede. I februar 1933 undslap Roosevelt et attentatforsøg begået af Giuseppe Zangara (som dræbte borgmesteren i Chicago Anton Cermak, der sad ved siden af Roosevelt). Roosevelt støttede sig kraftigt på sin "hjernetrust" af akademiske rådgivere, især Raymond Moley da han udformede sin politik. Han tilbød regeringsposter til adskillige kandidater (nogle gange to samtidig), men de fleste sagde fra. Ministeren med den stærkeste uafhængige base var udenrigsminister Cordell Hull. William Hartman Woodin i finansministeriet blev hurtigt udskiftet med den stærkere Henry Morgenthau, Jr.

## Første præsidentperiode, 1933–1937
Da Roosevelt blev indsat i marts 1933 var USA nået ned til bunden af den værste depression i dens historie. En fjerdedel af arbejdsstyrken var uden arbejde. Landmænd var i dyb krise da priserne faldt med 60 %. Industriproduktionen var halveret siden 1929. To millioner var hjemløse. Om aftenen den 4. marts havde de 48 stater og Washington D.C. lukket deres banker. New Yorks Federal Reserve Bank kunne ikke åbne den 5. da enorme summer var blevet hævet af panikslagne kunder i de foregående dage. Lige fra sin tiltrædelsestale begyndte Roosevelt at skyde skylden på den økonomiske krise på bank- og finansfolk, jagten på profit og egeninteressen som er grundlaget for det økonomiske system:
| „ | Primært er dette fordi de, som styrer udvekslingen af menneskehedens goder, har fejlet ved deres egen stædighed og deres inkompetence, har erkendt deres fejl og er trådt tilbage. De skruppelløse pengemænds forretningsmetoder står tiltalt ved dem offentlige menings domstol, afvist af folks hjerter og hjerner. Det er sandt, at de har forsøgt, men deres handlinger har været formet af en forældet tradition. Stående overfor et sammenbrud i kreditgivningen, har de blot foreslået, at man låner flere penge ud. Uden en madding i form af profit, som de kan bruge til at lokke vort folk til at følge deres falske lederskab, har de grebet til formaninger, har tårevædede bedt om fornyet tillid ... Pengemændene er flygtet fra deres højstole i vor civilisations tempel. Vi han nu føre dette tempel tilbage til de gamle sandheder. Graden af genskabelse ligger i graden hvormed vi bruger sociale værdier som er mere ærværdige end ren pengemæssig profit. | “ |

 Historikerne betegner Roosevelts program som "nødhjælp, genrejsning og reform." Der var behov for nødhjælp til millioner af arbejdsløse. Genrejsning handlede om at sætte økonomien i gang, så normale forhold kunne genskabes. Reform drejede sig om langsigtede ændringer af det som var galt, især med finans og banksystemerne. Roosevelts række af radiotaler, kendt som kaminpassiarer, præsenterede hans forslag direkte for den amerikanske offentlighed.

### Første New Deal, 1933–1934
Roosevelts første 100 dage var koncentreret om den første del af hans strategi: øjeblikkelig nødhjælp. Fra den 8. marts til den 16. juni sendte han et rekordstort antal lovforslag til kongressen – hvor de blev vedtaget uden større problemer. Som forslagsstillere benyttede Roosevelt ledende senatorer, såsom George Norris, Robert F. Wagner og Hugo Black foruden sin hjernetrust af akademiske rådgivere. Ligesom Hoover så han at årsagen til Depressionen til dels var at folk ikke længere brugte penge på forbrug eller investering fordi de var bange.
Hans indsættelse den 4. marts 1933 foregik midt under et stormløb på bankerne, derfor var det at han i sin tale udtalte de berømte ord: "Det eneste vi har at frygte, er frygten i sig selv". Den følgende dag vedtog Kongressen en beslutning, som indførte en "bank holiday" og fremlagde en plan som skulle gøre det muligt for bankerne at åbne igen. Antallet af banker, som åbnede efter "ferien" var imidlertid mindre. Dette var hans første trin mod genrejsning. For at indgyde amerikanerne tillid til bankerne underskrev Roosevelt bankloven af 1933, som skabte Federal Deposit Insurance Corporation.
- Nødhjælpen omfattede videreførelsen af Hoovers store hjælpeprogram for de arbejdsløse under en ny betegnelse: Federal Emergency Relief Administration. Det mest populære af alle New Deal agenturerne, og Roosevelts favorit, var Civilian Conservation Corps (CCC), som ansatte 250.000 arbejdsløse unge mænd, der skulle arbejde i lokale projekter i landområderne. Kongressen gav også Federal Trade Commission nye brede beføjelser og skaffede hjælp til betaling af prioritetslån for millioner af landmænd og husejere. Roosevelt udvidede et Hoover agentur Reconstruction Finance Corporation, og gjorde det til en stor finansieringskilde for jernbaner og industrier. Roosevelt gjorde nødhjælp til landbruget til en højt prioriteret opgave og etablerede den første Agricultural Adjustment Administration (AAA). AAA forsøgte at gennemtvinge højere priser på varer ved at betale landmændene for at lægge arealer brak og mindske deres dyrehold.
- Reformering af økonomien var målet for National Industrial Recovery Act (NIRA) fra 1933. Den forsøgte at stoppe konkurrence til dumpingpriser ved at tvinge erhvervene til at etablere regler for hvordan alle virksomheder skulle operere indenfor specifikke erhvervsgrene, såsom minimumspriser, aftaler om ikke at konkurrere og produktionsbegrænsninger. Industriledere forhandlede reglerne på plads, hvorefter de blev godkendt af embedsmænd fra NIRA. Industrierne skulle hæve lønningerne for at få en godkendelse. Fagforeninger blev tilskyndet og anti-trust love blev suspenderet. Den 27. maj 1935 besluttede den amerikanske højesteret enstemmigt, at NIRA var i strid med forfatningen. Roosevelt gik imod beslutningen og sagde: "De grundlæggende formål og principper bag NIRA er sunde. At opgive dem er utænkeligt. Det ville betyde en tilbagevenden til kaos i industrien og blandt arbejderne".[44] I 1933 blev der vedtaget væsentlige ændringer af reglerne for bankdrift. I 1934 blev United States Securities and Exchange Commission (børstilsynet) etableret for at holde styr på Wall Street, under ledelse af Joseph P. Kennedy Sr..
- Genrejsning blev bedrevet ved hjælp af "pump-priming" (dvs. offentligt forbrug). NIRA omfattede $3.3 mia. til forbrug gennem Public Works Administration for at stimulere økonomien, hvilket skulle styres af indenrigsministeren Harold Ickes. Roosevelt arbejdede sammen med den republikanske senator George Norris om at etablere det største regeringsejede industrielle foretagende i Amerikas historie – Tennessee Valley Authority (TVA), som byggede dæmninger og kraftværker, kontrollerede oversvømmelser og moderniserede langbrug for hjem i den fattigdomsplagede Tennessee dal. Afskaffelsen af alkoholforbuddet bragte nye skaffeindtægter og hjalp ham til at holde det vigtigt valgløfte.
- I et kontroversielt skridt indførte Roosevelt Executive Order 6102 som gjorde alt guld, som var ejet privat af amerikanske borgere til Finansministeriets ejendom. Denne konfiskation af guld ved en ordre fra præsidenten blev hævdet at være forfatningsstridig, men Roosevelts ordre baserer sig på "War Time Powers Act" fra 1917. Det forblev ulovligt for amerikanere at eje guldbarrer indtil præsident Ford tilbagekaldte ordren i 1974.[45][46][47][48]

Roosevelt forsøgte at holde sit valgløfte om at beskære det normale føderale budget, herunder 40 % nedskæringer i goder for veteraner og nedskæringer på militærbudgettet. Han fjernede 500.000 veteraner og enker fra pensionslisterne og skar ned på goderne for resten. Der udbrød protester anført af Veterans of Foreign Wars. Roosevelt stod fast, men da de vrede veteraner dannede en koalition med senator Huey Long og fik vedtaget en kostbar bonuslov trods hans veto var han besejret. Det lykkedes ham at skære ned på de føderale lønninger og budgetterne til hær og flåde. Han skar også ned på forskning og uddannelse.
Roosevelt holdt også sit løfte om at presse på for afskaffelsen af spiritusforbuddet. I april 1933 udstedte han en ordre om at 3,2 % var det maksimalt tilladte alkoholindhold. Forud for denne ordre havde Kongressen udformet og vedtaget den 21. forfatningstilføjelse, der blev ratificeret senere samme år.

### Anden New Deal, 1935–1936
Efter valgene til Kongressen i 1934, som gav Roosevelt store flertal i begge kamre, kom der en ny strøm af New Deal lovgivning. Disse tiltag omfattede Works Progress Administration (WPA) som etablerede et nationalt nødhjælps agentur der beskæftigede 2 mio. familieoverhoveder. Selv da beskæftigelsen gennem WPA var på sit højeste i 1938, var arbejdsløsheden fortsat på omkring 12,5 %, ifølge tal fra Michael Darby. Social Security Act skabte sygeforsikring og gav løfte om økonomisk sikkerhed for de ældre, de fattige og de syge. Senator Robert Wagner skrev den såkaldte "Wagner Act", som officielt fik navnet National Labor Relations Act. Loven etablerede føderale rettigheder for arbejdere til at danne fagforeninger, deltage i kollektive overenskomstforhandlinger og deltage i strejker.
Mens den første New Deal i 1933 havde bred støtte fra de fleste sektorer, var den anden New Deal en udfordring af det amerikanske erhvervsliv. Konservative Demokrater, anført af Al Smith, strittede imod sammen med American Liberty League. De angreb Roosevelt hårdt og sammenlignede ham med Marx og Lenin. Smith overspillede imidlertid sin hånd, og hans højrøstede retorik gjorde det muligt for Roosevelt at isolere sine modstandere og kæde dem sammen med de velhavende særinteresser, som var modstandere af New Deal, og skabte dermed grundlaget for jordskredssejren ved præsidentvalget i 1936. I modsætning hertil tegnede fagforeningerne, som var blevet opildnet af Wagner Act, millioner af nye medlemmer og blev en vigtig støtte ved Roosevelts genvalg i 1936, 1940 og 1944.

### Det økonomiske klima
Det statslige forbrug voksede fra 8,0 % af BNP i 1932 til 10,2 % i 1936. På grund af Depressionen var statsgælden som andel af BNP fordoblet under Hoover fra 16 % til 33,6 % af BNP i 1932. Selv om Roosevelt holdt balance på det "almindelige" budget blev krisebudgettet finansieret gennem låntagning, som voksede til 40,9 % i 1936, og derefter forblev uændret indtil 2. verdenskrig, hvorefter den voksede hastigt. Statsgælden steg under Hoover, forblev stabil under FDR indtil krigen som vist på figuren. 
Underskud på statsfinanserne var blevet anbefalet af nogle økonomer, især af briten John Maynard Keynes. Nogle økonomer har senere hævdet at National Labor Relations Act og Agricultural Adjustment Administration ikke var effektive fordi de var baseret på prisfastsættelse. Bruttonationalproduktet var i 1936 vokset med 34 % i forhold til 1932 og var 58 % højere i 1940, lige før krigen. Dvs. at økonomien voksede med 58 % i løbet af de 8 fredsår, og voksede derefter 56 % i de fem krigsår. Den økonomiske genopretning slugte ikke al arbejdsløsheden som Roosevelt arvede. Arbejdsløsheden faldt dramatisk i Roosevelts første periode fra 25 % da han tiltrådte til 14,3 % i 1937. Efterføglende voksede den imidlertid til 19 % i 1938 ('en lavkonjunktur i en lavkonjunktur'), 17,2% i 1939 på grund af forskellige nye skatter (ikke-udloddet overskuds skat i marts 1936 og sociallovgivningens skat på lønudbetalinger i 1937 foruden effekten af Wagner Act. Fair Labor Standards Act og en storm af andre føderale reguleringer), og forblev høj indtil den næsten forsvandt under 2. Verdenskrig, hvor de tidligere arbejdsløse blev indkaldt til militærtjeneste og dermed fjernede dem fra antallet af arbejdsløse.
Under krigen fungerede økonomien under så anderledes betingelser, at sammenligninger med fredstid er umulige. Roosevelt anså imidlertid New Deal politikken som en vigtig del af sin arv og i sin tale om unionens tilstand i 1944 talte han for at amerikanerne skulle tænke på grundlæggende økonomiske rettigheder som en ny række menneskerettigheder.
USA's økonomi voksede hurtigt under Roosevelts præsidentskab. På vej ud af en depression var den vækst ledsaget af forsat høje niveauer af arbejdsløshed idet middelarbejdsløsheden under New Deal var på 17,2 %. Under hele hans embedsperiode, herunder krigsårene var arbejdsløsheden i gennemsnit på 13 %. Den samlede beskæftigelse i Roosevelts embedsperiode voksede med 18,31 mio. jobs, hvilket betød en gennemsnitlig årlig vækst i antallet af jobs på 5,3 %.
Roosevelt lod ikke indkomstskatterne stige før 2. Verdenskrig var brudt ud. Derimod blev der indført skat på lønsummen for at finansiere de nye sociallove i 1937. Han fik også Kongressen til at bruge flere penge på forskellige programmer og projekter, som aldrig var set tidligere.
Under presset for at finde nye indtægter, som blev skabt af Depressionen, tilføjede eller forøgede de fleste stater skatterne, såvel omsætningsafgifter som indkomstskatter. Roosevelts forslag om nye skatter på virksomheders opsparinger var yderst kontroversielle i 1936–37, og blev afvist af Kongressen. Under krigen pressede han på for højere indkomstskatter for personer (og nåede op på en marginalskat på 91 %) og virksomheder og et låg på høje lønninger til topledere. Med henblik på at finansiere krigen gjorde Kongressen skattegrundlaget bredere, således at næsten alle ansatte kom til at betale indkomstskat til føderationen, ligesom der blev indført skattetilbageholdelse i 1943.
| Arbejdsløshed (% af arbejdsstyrken) |           |       |
| År                                  | Lebergott | Darby |
| 1933                                | 24.9      | 20.6  |
| 1934                                | 21.7      | 16.0  |
| 1935                                | 20.1      | 14.2  |
| 1936                                | 16.9      | 9.9   |
| 1937                                | 14.3      | 9.1   |
| 1938                                | 19.0      | 12.5  |
| 1939                                | 17.2      | 11.3  |
| 1940                                | 14.6      | 9.5   |
| 1941                                | 9.9       | 8.0   |
| 1942                                | 4.7       | 4.7   |
| 1943                                | 1.9       | 1.9   |
| 1944                                | 1.2       | 1.2   |
| 1945                                | 1.9       | 1.9   |

### Udenrigspolitik, 1933–37
Forkastelsen af traktaten om Folkeforbundet i 1919 markerede isolationismens dominerende stilling i amerikansk udenrigspolitik. Trods Roosevelts wilsonske baggrund trådte han og udenrigsminister Cordell Hull med stor forsigtighed for ikke at provokere de isolationistiske følelser. Roosevelts "bombe" meddelelse til den verdensøkonomiske konference i London i 1933 afsluttede i praksis ethvert forsøg fra stormagternes side på at samarbejde om at afslutte den verdensomspændende depression og gav Roosevelt frie hænder i den økonomiske politik.
Det vigtigste initiativ indenfor udenrigspolitikken i Roosevelts første embedsperiode var Good Neighbor Policy, som var en revurdering af den amerikanske politik overfor Latinamerika. Siden Monroedoktrinen i 1823, var det område blevet betragtet som amerikansk indflydelsessfære. Amerikanske styrker blev trukket tilbage fra Haiti og nye traktater med Cuba og Panama bragte en afslutning på deres status som amerikanske protektorater. I december 1933 underskrev Roosevelt Montevideo-konventionen om staternes rettigheder og pligter, og afstod fra retten til at intervenere på egen hånd i de latinamerikanske landes indre anliggender.

### Jordskredsvalget i 1936
Ved præsidentvalget i 1936 førte Roosevelt valgkampagne ud fra sine New Deal programmer mod guvernøren i Kansas Alf Landon, som gik ind for en stor del af New Deal men indvendte at det var for fjendtligt overfor erhvervslivet og gav for meget spild. Roosevelt og Garner fik 60,8 % af stemmerne og vandt i alle stater undtagen Maine og Vermont. New Deal Demokraterne vandt endnu større flertal i Kongressen. Roosevelt blev bakket op af en koalition af vælgere, som omfattede traditionelle Demokrater overalt i landet, små landmænd, de hvide i sydstaterne, katolikkerne, partiorganisationerne i de store byer, fagforeningerne, de sorte i nordstaterne, jøderne, de intellektuelle og de liberale. Denne koalition, der omtales som New Deal koalitionen forblev stort set intakt tilhængere af Demokraterne indtil 1960'erne.

## Anden præsidentperiode, 1937–1941
I en dramatisk kontrast til den første periode blev der gennemført meget lidt ny lovgivning i den anden periode. Der blev etableret en United States Housing Authority (1937), en ny landbrugslov og Fair Labor Standards Act (FLSA) of 1938, som fastlagde en minimumsløn. Da økonomien igen begyndte at blive svækket i slutningen af 1937 reagerede Roosevelt med et energisk program der skulle stimulere økonomien og bad Kongressen om $5 mia. til WPA nødhjælp og offentlige arbejder. Dette betød at der en overgang var skabt i 1938 var skabt 3,3 mio. WPA jobs.
USA's højesteret var den væsentligste forhindring for Roosevelts programmer i den anden valgperiode, idet den væltede mange af hans tiltag. Specielt besluttede højesteret i 1935 at National Recovery Act (NRA) var i strid med forfatningen ved at overdrage lovgivningsmæssige beføjelser til præsidenten. Roosevelt forbløffede Kongressen ved i starten af 1937 at foreslå en lov, som gav ham tilladelse til at udpege fem nye højesteretsdommere, en "vedvarende tilførsel af nyt blod". Denne plan stødte på intens politisk modstand i hans eget parti, anført af vicepræsident Garner, da den lod til at forstyrre ligevægten i magtdelingen og give præsidenten kontrol over domstolen. Roosevelts forslag blev nedstemt. Domstolen trak sig også tilbage fra en konfrontation med regeringen ved at godkende Labor Relations og Social Security lovgivningen. Dødsfald og pensioneringer fra Højesteret gav snart Roosevelt mulighed for selv at udpege dommere til Højesteret uden større sværdslag. Mellem 1937 og 1941 udpegede han 8 nye højesteretsdommere.
Roosevelt fik massiv støtte var de hastigt voksende fagforeninger, men de splittedes nu i de bittert stridende AFL og CIO. Den sidste var ledet af John L. Lewis. Roosevelt erklærede en "plage mod begge jeres huse", men uenigheden svækkede partiet ved valgene fra 1938 til 1946.
Roosevelt var fast besluttet på at overvinde de konservative Demokraters modstand i Kongressen (fortrinsvis fra sydstaterne) og deltog selv i de demokratiske primærvalg i 1938 til fordel for kandidater som i højere grad gik ind for hans New Deal reformer. Hans ofre kritiserede Roosevelt for at overtage det Demokratiske Parti og brugte det argument at de var uafhængige for at opnå genvalg. Aktionen mislykkedes i høj grad. Det lykkedes kun for Roosevelt at besejre en enkelt modstander, en konservativ Demokrat fra New York City.
Ved valget i november 1938 tabte Demokraterne seks pladser i senatet og 71 i Repræsentanternes hus. Tabene ramte fortrinsvis tilhængere af New Deal. Da Kongressen samledes igen i 1939 dannede Republikanere under senator Robert Taft en konservativ koalison med Demokrater fra Sydstaterne og stoppede dermed praktisk taget Roosevelts muligheder for at få sine indenlandske forslag omsat til lovgivningen. Loven om minimumsløn fra 1938 var den sidste væsentlige New Deal reform der blev godkendt af Kongressen.

### Udenrigspolitik, 1937–1941
Adolf Hitlers magtovertagelse i Tyskland førte til frygt for en ny Verdenskrig. I 1935 under Italiens invasion af Etiopien vedtog Kongressen en neutralitetslov som forbød al eksport af våben fra USA til krigsførende lande. Roosevelt var modstander af loven fordi den straffede ofrede for aggression såsom Etiopien og fordi den indskrænkede hans ret som præsident til at hjælpe venligtsindede lande; men støtten i offentligheden til loven var overvældende, så han underskrev den. I 1937 vedtog Kongressen en endnu skrappere lov, men da den 2. kinesisk-japanske krig brød ud i 1937 var den offentlige mening på Kinas side, og Roosevelt fandt forskellige måder at hjælpe landet på.
I oktober 1937 holdt han den såkaldte Karantænetale med det formål at holde aggressorer tilbage. Han foreslog at aggressorer skulle behandles som en offentlig sundhedsrisiko og holdes i karantæne. I mellemtiden optrappede han et program til bygning af langtrækkende undervandsbåde, som kunne blokere Japan.
I maj 1938 var der et mislykket fascistisk kupforsøg i Brasilien. Efter det fejlslagne kup hævdede den brasilianske regering at den tyske ambassadør, Dr. Karl Ritter, havde været involveret i kupforsøget og udviste ham. Den brasilianske anklage mod tyskerne fik Roosevelts regering op af sofaen, da det førte til frygt for, at de tyske ambitioner ikke var begrænset til Europa, men rettede sig mod hele verden. Dette førte til, at Rooseveltregeringen skiftede holdning til det nazistiske styre, som hidtil var blevet betragtet som ubehageligt, men strengt taget ikke et amerikansk problem.
Den 4. september 1938, midt under den store krise i Europa, som mundede ud i Münchenaftalen, under afsløring af en mindeplade i Frankrig, som ærede det fransk-amerikanske venskab, udtalte den amerikanske ambassadør og nære ven af Roosevelt, William C. Bullitt at "Frankrig og De Forenede Stater var forenede i krig og fred," hvilket førte til mange spekulationer i pressen om, at hvis krigen brød ud over det tjekkoslovakiske spørgsmål, ville De Forenede Stater så gå ind i krigen på de Allieredes side. Roosevelt afviste denne fortolkning af Bullitts bemærkninger på en pressekonference den 9. september og sagde at det var "100 % forkert", at Amerika ville slutte sig til en "stop-Hitler blok" under nogen omstændigheder, og gjorde det helt klart, at i tilfælde af tysk aggression mod Tjekkoslovakiet ville USA forholde sig neutralt. Efter Neville Chamberlains tilbagevenden til London fra München-konferencen sendte Roosevelt ham et telegram på to ord: "Good Man", hvilket har været genstand for megen debat, hvor holdningen hos flertallet er at telegrammet var tænkt som en lykønskning mens mindretallet går imod den opfattelse.
I oktober 1938 indledte Roosevelt hemmelige forhandlinger med franskmændene om hvordan man kunne omgå de amerikanske neutralitetslove og tillod franskmændene at købe amerikanske fly for at kompensere for manglende kapacitet i den franske flyindustri. Den franske premierminister Édouard Daladier sagde i oktober 1938 at "Hvis jeg havde haft tre eller fire tusinde fly, ville München aldrig være indtruffet", og var særdeles ivrig for at købe amerikanske krigsfly som den eneste måde at forstærke det amerikanske luftvåben på. Et alvorligt problem ved de fransk-amerikanske forhandlinger var hvordan franskmændene skulle betale for de amerikanske fly, og hvordan man kunne omgå de amerikanske neutralitetslove. Hertil kom, at den amerikanske Johnson Act fra 1934 forbød långivning til lande som havde opgivet at betale deres gæld fra 1. Verdenskrig (hvilket Frankrig havde gjort i 1932). I februar 1939 tilbød franskmændene at opgive deres besiddelser i Caribien og Stillehavet sammen med et engangsbeløb på 10 mia. francs, til gengæld for en ubegrænset ret til at købe amerikanske fly på kredit. Efter vanskelige forhandlinger blev der fundet en løsning i foråret 1939, som tillod Frankrig at placere enorme ordrer i den amerikanske flyindustri, selv om de fleste fly ikke var blevet leveret i Frankrig inden 1940 sørgede Roosevelt for at de amerikanske ordrer kunne omdirigeres til briterne.
Da 2. Verdenskrig brød ud i 1939, afviste Roosevelt det wilsonske neutralitetssynspunkt og søgte efter måder at hjælpe Storbritannien og Frankrig militært. Han indledte en regulær hemmelig brevveksling med den britiske marineminister Winston Churchill i september 1939 hvor de diskuterede måder at støtte Storbritannien på. Roosevelt etablerede et nært personligt forhold til Churchill, som blev premierminister i Storbritannien i maj 1940.
I april 1940 invaderede Tyskland Danmark og Norge, hvilket blev efterfulgt af invasioner af Holland, Belgien, Luxembourg og Frankrig i maj. De tyske sejre i Vesteuropa efterlod Storbritannien sårbart overfor invasion. Roosevelt var fast besluttet på at Storbritannien ikke måtte blive besejret og drog fordel i de hurtige skift i den offentlige mening. Paris' fald rystede den amerikanske opinion og isolationismen var på retur. Der var almindelig enighed om at militærudgifterne skulle sættes drastisk i vejret. Der var til gengæld ingen enighed om hvor meget Amerika skulle risikere at komme i krig for at hjælpe Storbritannien. I juli 1940 udpegede Roosevelt to interventionistiske republikanske ledere, Henry L. Stimson og Frank Knox som krigs- og flådeminister. Begge partier i Kongressen gav deres støtte til hans planer om hurtigt at opbygge det amerikanske militær, men isolationisterne advarede om, at Roosevelt ville bringe ud i en unødvendig krig mod Tyskland. Han tilskyndede med held Kongressen til at gennemføre den første værnepligtslov i fredstid i 1940 (den blev fornyet i 1941 med et stemmes flertal i Kongressen). Roosevelt fik støtte fra "Komiteen for at forsvare Amerika ved at hjælpe de Allierede" og var modstander af "Amerika først komiteen".
Roosevelt brugte sin personlige karisma til at opbygge støtten til intervention. Amerika skulle være "Demokratiets arsenal" fortalte han sine lyttere ved kaminen. Den 2. september krænkede Roosevelt åbent neutralitetsloven med at godkende Destroyere for baser aftalen, som gav Storbritannien 50 gamle amerikanske destroyere til gengæld for militære baserettigheder på de britiske øer i Caribien og på Newfoundland. Dette var en forløber for Lend-Lease aftalen i marts 1941 som betød en massiv direkte militær og økonomisk hjælp til Storbritannien, Republikken Kina og senere Sovjetunionen. For rådgivning i udenrigspolitiske spørgsmål vendte Roosevelt sig mod Harry Hopkins, som blev hans væsentligste rådgiver under krigen. De ledte efter nye måder at hjælpe Storbritannien, hvis finansielle ressourcer var udtømt i slutningen af 1940. Kongressen, hvor de isolationistiske holdninger var på tilbagetog, godkendte Lend-Lease loven i marts 1941, der tillod USA at give Storbritannien, Kina og senere Sovjetunionen militære forsyninger. Kongressen godkendte at bruge $50 mia. på militære forsyninger i perioden 1941–45. I skarp kontrast til lånene fra 1. Verdenskrig skulle der ikke ske tilbagebetaling efter krigen. Roosevelt var gennem hele sit tilhænger af frihandel og modstander af imperialisme, og afslutningen på europæisk kolonialisme var et af hans mål.

## Tredje embedsperiode, 1941–1945

### Præsidentvalget i 1940
Traditionen om at præsidenter kun sad i 2 valgperioder var en uskrevet regel (indtil den 22. forfatningstilføjelse efter hans præsidenttid) siden George Washington afslog at opstille til en tredje periode i 1796, og både Ulysses S. Grant og Theodore Roosevelt blev angrebet for at søge en tredje ikke-fortløbende embedsperiode. Roosevelt afskar systematisk prominente Demokrater som tragtede efter at blive nomineret, herunder to ministre, udenrigsminister Cordell Hull og James Farley, Roosevelts kampagneleder i 1932 og 1936, postminister og formand for Demokraterne. Roosevelt flyttede konventet til Chicago, hvor han havde stærk støtte fra partiorganisationen (som styrede lydsystemet i salen). På konventet var modstanderne dårligt organiserede men Farley havde besat galleriet. Roosevelt sendte en besked om at han ikke ville stille op med mindre han blev opfordret til det og at de delegerede kunne stemme på hvem de ville. De delegerede var rystede. Så lød det over højttaleren: "Vi vil ha' Roosevelt ... hele Verden vil ha' Roosevelt!". De delegerede gik amok og han blev nomineret med 946 stemmer mod 147. Den nye vicepræsident kandidat var Henry A. Wallace, den liberale intellektuelle, som var landbrugsminister.
I sin kampagne mod republikaneren Wendell Willkie understregede Roosevelt både sin erfaring som leder og sin hensigt om at gøre alt for at holde De Forenede Stater ude af krigen. Han vandt valget med 55 % af stemmerne og i 38 af de 48 stater. Det var et signal om et skift mod venstre at udnævne Henry A. Wallace til vicepræsident i stedet for den konservative texaner John Nance Garner, som var blevet en bitter fjende af Roosevelt siden 1937.

### Politikker
Roosevelts tredje embedsperiode var domineret af 2. Verdenskrig i Europa og Stillehavet. Roosevelt begyndte langsomt at genopruste i 1938, da han mødte kraftige isolationistiske holdninger fra senatorer som William Borah og Robert Taft som støttede genoprustning. I 1940 var genoprustningen kommet op i højt tempo med støtte fra begge partier i Kongressen. Det handlede dels om at udvide og genudstyre hær og flåde dels om at blive det "Demokratiernes Arsenal" som støttede Storbritannien, Frankrig, Kina og efter juni 1941 Sovjetunionen. Efterhånden som Roosevelt indtog en stejlere holdning overfor Aksemagterne angreb isolationister, heriblandt Charles Lindbergh og America first, præsidenten for at være en uansvarlig krigsmager. Upåvirket af denne kritik og sikker på at hans udenrigspolitiske initiativer var rigtige fortsatte Roosevelt som dobbeltpolitik om at forberede landet på krig og på at støtte den Allierede. Den 29. december 1940 holdt han sine Demokratiernes Arsenal kaminpassiar, hvor han redegjorde for hvorfor man skulle involveres direkte overfor det amerikanske folk, og en uge senere holdt han sin berømte Fire friheder tale i januar 1941, hvor han yderligere argumenterede for et amerikansk storsvar af grundlæggende rettigheder verden over.
Den militære oprustning gav anledning til økonomisk vækst. I 1941 var arbejdsløsheden faldet til under 1 mio. Der var stigende mangel på arbejdskraft i alle landet store fremstillingscentre, hvilket satte skub i den store sorte folkevandring fra sydstaterne mod nord og af underbeskæftigede landmænd og arbejdere fra landområder og mindre byer. Hjemmefronten var genstand for dynamiske sociale ændringer i løbet af krigen, selv om indenlandske emner ikke længere var Roosevelts mest presserende politiske problemer.
Da Tyskland invaderede Sovjetunionen i Operation Barbarossa i juni 1941, udvidede Roosevelt Lend-Lease til også at omfatte Sovjetunionen. I løbet af 1941 godkendte Roosevelt også at U.S. Navy skulle eskortere allierede konvojer helt til Storbritannien og skulle beskyde tyske skibe og undervandsbåde hvis de angreb allierede skibe indenfor den amerikanske flådes patruljeområde. Hertil kom at i 1941 udførte amerikanske hangarskibe i hemmelighed overførsel af fly mellem Storbritannien og Middelhavet – især Malta – og den britiske Royal Navy modtog forsyninger og hjælp til reparationer på amerikanske flådebaser i USA.
I midten af 1941 havde Roosevelt således placeret USA på de allieredes side med en politik der gik ud på "al hjælp undtagen krig." Roosevelt mødtes med Winston Churchill den 14. august 1941, for at udforme Atlanterhavserklæringen i det der blev den første af en række konferencer under krigen. I juli 1941 beordrede Roosevelt Henry L. Stimson, den amerikanske krigsminister, til begynde at lægge planer for en fuld amerikansk militær involvering i krigen. Det blev til "Victory Program", som under ledelse af Albert Wedemeyer gav præsidenten de nødvendige estimater for fuldt ud at kunne mobilisere mandskab, industri og logistik til at besejre de "mulige fjender" af De Forenede Stater. Programmet planlagde også med en dramatisk forøgelse af bistanden til de allierede lande og at have 10 mio. mand under våben, hvoraf halvdelen af dem ville være klar til indsats i udlandet i 1943. Roosevelt var fuldt ud forpligtet til den allierede sag og disse planer var udformet inden den japanske flåde gennemførte Angrebet på Pearl Harbor.

### Pearl Harbor
Efter at Japan havde besat den nordlige del af Fransk Indokina i slutningen af 1940, gav Roosevelt tilladelse til forøget hjælp til Republikken Kina. I juli 1941, efter at Japan havde besat resten af Indokina, stoppede han salget af Olie til Japan. På den måde mistede Japan 95% af sin olieforsyning. Roosevelt fortsatte forhandlinger med den japanske regering. I mellemtiden begyndte han at overføre en styrke langtrækkende B-17 bombefly til Filippinerne.
Den 4. december 1941 afslørede Chicago Tribune "Rainbow Five," en tophemmelig krigsplan, som var blevet udformet efter ordre fra præsident Roosevelt. "Rainbow Five" krævede en hær på 10 mio. som skulle invadere Europa i 1943 på briterne og russernes side.
Den 6. december 1941 læste præsident Roosevelt en opsnappet japansk meddelelse og sagde til sin assistent Harry Hopkins: "Dette her betyder krig".
Den 7. december 1941 angreb japanerne den amerikanske Stillehavsflåde i Pearl Harbor, og ødelagde eller beskadigede 16 krigsskibe, herunder de fleste af flådes slagskibe, og dræbte over 2.400 amerikanske soldater og civile. I ugerne efter angrebet erobrede japanerne Filippinerne og de britiske og hollandske kolonier i Sydøstasien. Singapore faldt i februar 1942 og japanerne trængte gennem Burma frem til den indiske grænse i maj, hvorved de afskar forsyningsruten over land til Kina. Alle anti-krigs følelser forsvandt øjeblikkeligt i USA og landet forenedes bag Roosevelt. Det var på dette tidspunkt at Roosevelt holdt sin berømte "skændsels-tale."
Trods den bølge af vrede som strøg hen over Amerika i kølvandet på Pearl Harbor, besluttede Roosevelt straks at nedkæmpelsen af Nazityskland måtte have første prioritet. Den 11. december blev denne strategiske Europa først strategi gjort nemmere at gennemføre da Tyskland og Italien erklærede krig mod De Forenede Stater. Roosevelt mødtes med Churchill i slutningen af december og planlagde en bred uformel alliance mellem USA, Storbritannien, Kina og Sovjetunionen med det mål at bremse det tyske fremstød i Sovjetunionen og Nordafrika, indlede en invasion af Vesteuropa med det mål at knuse Nazityskland mellem to fronter, redde Kina og besejre Japan.

### Internering af tyskere, japanere og italienere
Der var et vist pres for at internere tysk-amerikanere og italiensk-amerikanere selv da De Forenede Stater stadig var neutralt.
Efter angrebet på Pearl Harbor kom der et stigende pres for at fængsle japanere og japansk-amerikanere på den amerikanske vestkyst. Presset voksede på grund af frygt for terrorhandlinger, spionage og/eller sabotage. Den 19. februar 1942 underskrev præsident Roosevelt Executive Order 9066 som fængslede "Issei" (dvs. førstegenerations japanere, som var immigreret til USA) og deres børn, "Nisei" (som var amerikanske statsborgere).
Efter at både Nazityskland og Italien ensidigt erklærede krig mod De Forenede Stater blev tysk-amerikanere og italiensk-amerikanere også interneret i større omfang.

### Strategi for krigen
De "Tre Store" (Roosevelt, Churchill og Josef Stalin) samt Chiang Kai-shek samarbejdede uformelt hvorved amerikanske og britiske tropper samledes i vest, sovjetiske tropper kæmpede på Østfronten og kinesiske, britiske og amerikanske tropper kæmpede i Stillehavsområdet. De allierede formulerede strategien på en række højt profilerede konferencer og ved kontakter gennem diplomatiske og militære kanaler. Roosevelt garanterede at USA ville være "Demokratiernes Arsenal" ved at afskibe for $50 mia. Lend-Lease forsyninger, primært til Storbritannien men også til Sovjetunionen, Kina og andre allierede.
Roosevelt medgik, at USA havde en traditionel antipati mod det britiske imperium. I En jul i Washington, beskrives et middagsmøde mellem Roosevelt og Churchill, hvor Roosevelt citeres for at sige:
Det er en del af amerikansk tradition, dette ubehag eller endda had mod Storbritannien – Revolutionen, ved De, og 1812 og Indien og Boerkrigen, og alt det der. Der er mange slags amerikanere naturligvis, men som et folk, som et land, er vi modstandere af imperialisme – vi kan ikke udstå det.
De Forenede Staters krigsministerium anlagde det synspunkt, at den hurtigste måde at besejre Tyskland på var ved at invadere Frankrig over Den engelske kanal. Churchill, som var bange for de store tab, som han frygtede dette ville indebære, foretrak en mere indirekte tilgangsvinkel og ville trænge nordpå fra Middelhavet. Roosevelt afviste denne plan. Stalin gik ind for etablering af en vestfront hurtigst muligt, da hovedparten af krigen på landjorden i 1942-1944 foregik på sovjetisk jord.
De allierede gennemførte invasionerne fra Fransk Marokko og Algeriet (Operation Torch) i november 1942, af Sicilien (Operation Husky) i juli 1943, og af Italien (Operation Avalanche) i september 1943. Den strategiske bombekampagne blev intensiveret i 1944, og lagde alle større tyske byer i ruiner og ødelagde olieforsyningen. Det var en lige dele britisk og amerikansk operation. Roosevelt valgte Dwight D. Eisenhower, og ikke George Marshall, til at lede den allierede invasion af Frankrig over Kanalen, Operation Overlord som indledtes på D-Dag, den 6. juni 1944. Nogle af de voldsomste slag i krigen fulgte efter invasionen og de allierede blev bremset ved den tyske grænse. Efter Ardennerslaget i december var de allierede under fremrykning inde i Tyskland da Roosevelt døde den 12. april 1945.
I mellemtiden nåede de japanske fremstød i Stillehavet deres yderste i juni 1942, da U.S. Navy vandt en afgørende sejr i Slaget ved Midway. Amerikanske og australske styrker indledte en langsom og bekostelig fremrykning igennem øgrupperne i Stillehavet med det formål at få baser hvorfra strategiske bombeangreb kunne indledes mod Japan og hvorfra den endelige invasion af Japan kunne startes. Roosevelt gav til dels efter for pres fra offentligheden og Kongressen om at en større del af krigsindsatsen skulle rettes mod Japan, men han holdt fast på at Tyskland skulle besejres først.

### Planer for efterkrigstidens verden
I slutningen af 1943 var det tydeligt at de allierede ville ende med at besejre Nazityskland, og der blev stadig vigtigere at træffe overordnede politiske beslutninger om krigens retning og Europas fremtid efter krigen. Roosevelt mødtes med Churchill og den kinesiske leder Chiang Kai-shek på Cairo-konferencen i november 1943 og fortsatte derefter til Teheran for at forhandle med Churchill og Stalin. På Teheran-konferencen fortalte Roosevelt og Churchill om planen om at invadere Frankrig i 1944, og Roosevelt diskuterede også sine planer for om en international organisation efter krigen. For sin del insisterede Stalin på at flytte Polens grænser. Stalin støttede Roosevelts plan om de Forenede Nationer, og lovede at træde ind i krigen mod Japan senest 90 dage efter at Tyskland var slået.
I begyndelsen af 1945, da de allierede hære rykkede ind i Tyskland og Sovjetunionen havde fået kontrol over Polen, måtte de udestående spørgsmål behandles åbent. I februar rejste Roosevelt, trods sit stadig dårligere helbred, til Jalta på den sovjetiske Krim-halvø, for igen at mødes med Stalin og Churchill. Efter krigen kritiserede polsk-amerikanere Jalta-konferencen for at have legitimeret Sovjets kontrol over Østeuropa. Roosevelt havde imidlertid allerede mistet kontrollen over situationen, og lagde alle sine håb i en aftale med Stalin efter krigen. Et ønske om at fastholde et godt forhold til Stalin under krigen kan have været en faktor i Roosevelts tilbageholdenhed overfor at støtte Churchills forslag om at støtte polakkerne under Warszawa-opstanden – mod Stalins ønske – og i at undertrykke en rapport fra George Earle som placerede ansvaret for Katynmassakren ved Sovjetunionen.

## Fjerde embedsperiode og død, 1945

### Præsidentvalget i 1944
Roosevelt, der kun var 62 i 1944, havde fået et stadig dårligere helbred siden 1940. Presset fra hans lammelse og den fysiske anstrengelse, som var nødvendig for at kompensere for den i over 20 år havde kostet, og det samme havde mange års stress og et helt liv som kæderyger. På dette tidspunkt havde Roosevelt adskillige skavanker, herunder kronisk højt blodtryk, lungeemfysem, åreforkalkning, angina pectoris og en hjertelidelse i slutstadiet. Dr. Emanuel Libman, der dengang var en assisterende patolog på Mount Sinai Hospitalet i New York City, reagerede på Roosevelts fremtræden i ugerevyer ved at sige: "Det er lige meget om Roosevelt bliver genvalgt eller ej, han dør af en hjerneblødning inden 6 måneder."
Partiets kerne var opmærksom på risikoen for at Roosevelt kunne dø i sin fjerde periode og insisterede på at Henry A. Wallace, der blev anset for at være for sovjetvenlig, blev udskiftet som vicepræsident. Efter at have overvejet James F. Byrnes fra South Carolina og være blevet afvist af guvernøren fra Indiana Henry F. Schricker udskiftede Roosevelt Wallace med den ikke særlig kendte senator Harry S. Truman. Ved præsidentvalget i 1944 fik Roosevelt og Truman 53 % af stemmerne og vandt i 36 stater mod New Yorks guvernør Thomas E. Dewey.

### Sidste dage, død og begravelse
Præsidenten forlod Jalta-konferencen den 12. februar 1945, fløj til Cairo og gik om bord på USS Quincy, der lå på Store Bittersø ved Suez-kanalen. Den følgende dag mødtes han om bord på Quincy med kong Farouk af Ægypten og Haile Selassie, kejseren af Etiopien. Den 14. februar holdt han et historisk møde med kong Abdul Aziz, grundlæggeren af Saudi Arabien, et møde som stadig har en dyb betydning for det amerikansk-saudiarabiske forhold. Efter et sidste møde mellem Roosevelt og Winston Churchill sejlede Quincy til Algier, hvortil det ankom den 18. februar. Her førte Roosevelt samtaler med de amerikanske ambassadører i Storbritannien, Frankrig og Italien. Ved Jalta kommenterede Lord Moran, Churchills læge, Roosevelts dårlige helbred: "Han er en meget syg mand. Han har alle symptomer på fremskreden åreforkalkning i hjernen, så jeg giver ham kun nogle få måneder at leve i".
Da han kom tilbage til De Forenede Stater, holdt han en tale for Kongressen den 1. marts om Jalta-konferencen, og mange var chokerede over at se, hvor gammel, tynd og skrøbelig han så ud. Han sad ned, mens han talte, en aldrig tidligere forekommet indrømmelse til hans fysiske svaghed. Men mentalt var han stadig i fuld kontrol. "Konferencen på Krim," sagde han fast, "bør betyde afslutningen på et system af ensidige handlinger, eksklusive alliancer, indflydelsessfærer, magtbalance og alle de andre metoder, som er blevet brugt i århundreder – og altid er slået fejl. Vi foreslår at udskifte alle disse med en universel organisation hvori alle fredselskende nationer endelig vil have en chance for at deltage".
I løbet af marts 1945 sendte han skarpe meddelelser til Stalin, hvor han beskyldte ham for at bryde sine løfter fra Jalta overfor Polen, Tyskland, krigsfanger med videre. Da Stalin beskyldte de Vestallierede for at ville indgå en separatfred med Hitler bag hans ryg, svarede Roosevelt: "Jeg kan ikke undgå en følelse af bitterhed mod Deres meddelere, uanset hvem de måtte være, for en sådan ondskabsfuld misfortolkning af mine og mine betroede underordnedes handlinger."
Den 30. marts 1945 tog Roosevelt til Warm Springs til sin bolig Little White House for at hvile sig inden hans forventede deltagelse i grundlæggelsen af de Forenede Nationer. Om eftermiddagen den 12. april sagde Roosevelt: "Jeg har en skrækkelig hovedpine" og blev båret ind i sit soveværelse. Lægens diagnose var at han havde haft en kraftig hjerneblødning. Senere samme dag døde han. Som Allen Drury senere sagde: "Således sluttede en æra, så således begyndte en ny". En leder i The New York Times skrev: "Mænd vil takke Gud på deres knæ om hundrede år for at Franklin D. Roosevelt sad i Det Hvide Hus".

Da han kollapsede, sad Roosevelt model for et portræt udført af kunstneren Elizabeth Shoumatoff, hvilket førte til det berømte ufuldendte portræt af FDR. 
I sine sidste år i Det Hvide Hus var Roosevelt i stigende grad overbebyrdet med arbejde, og hans datter Anna Roosevelt Boettiger var flyttet ind for at holde sin far med selskab og støtte ham. Anna havde også sørget for, at hendes far kunne mødes med sin tidligere elskerinde, der nu var enke, Lucy Mercer Rutherfurd. Shoumatoff, som opretholdt tætte venskaber med både Roosevelt og Mercer, skyndte sig at få Mercer fjernet for at undgå negativ omtale og antydninger om utroskab. Da Eleanor hørte om sin mands død, blev hun også stillet over for nyheden om, at Anna havde arrangeret disse møder med Mercer, og at Mercer havde været sammen med Franklin, da han døde.
Roosevelts død blev mødt af chok og sorg i hele USA og rundt omkring i verden. Hans svigtende helbred havde ikke været kendt i den brede offentlighed. Roosevelt havde været præsident i over tolv år, længere end nogen anden, og havde ledt landet gennem nogle af dets største kriser frem til den forestående sejr over Nazityskland og med sejren over Japan i sigte.
Som det var hans ønske, blev Roosevelt begravet i rosenhaven ved sit hjem i Hyde Park. Efter sin død i 1962 blev Eleanor begravet ved siden af ham.
Mindre end en måned efter hans død, den 8. maj, kom det øjeblik Roosevelt havde kæmpet for: Sejren i Europa. Hans afløser, præsident Harry Truman, som fyldte 61 samme dag, dedikerede dagen og dens festligheder til Roosevelts minde og takkede for hans engagement i at få afsluttet krigen i Europa. Han holdt også flagene i USA på halv stang i resten af den 30 dages sørgeperiode, igen for at ære Roosevelts engagement i at afslutte krigen i Europa.

## Borgerretsspørgsmål
Roosevelts holdning til borgerrettigheder var været genstand for megen kontrovers. Han var en helt for store minoritetsgrupper, især de sorte, katolikkerne og jøderne. De sorte og indianerne gik det bedre gennem New Deal nødhjælpsprogrammerne, selv om de ikke fik lov til at bestride væsentlige lederroller i WPA og CCC. Roosevelt havde brug for støtten fra Demokraterne i Sydstaterne til sine New Deal programmer, og derfor besluttede han ikke at presse på for indførelse af anti-lynchning lovgivning, som kunne true hans muligheder for at få vedtaget sine højest prioriterede programmer. Roosevelt havde stor succes med at tiltrække store minoriteter af sorte, jøder og katolikker til sin New Deal koalition. Fra 1941 og fremad udstedte Roosevelt en række præsidentordrer, som havde til formål at garantere at racemæssige, religiøse og etniske minoriteter fik en fair andel af de nye jobs, der blev skabt af krigen. Han pressede på for at sorte fik adgang til bedre stillinger i militæret. I 1942 traf Roosevelt den endelige beslutning i Executive Order 9066 ved at beordre internering af japanere, italienere og tyskere (hvoraf mange først blev frigivet et godt stykke tid efter krigens slutning) under 2. Verdenskrig. Fra 1960'erne og frem blev han beskyldt for ikke at have handlet tilstrækkeligt afgørende til at have forhindret eller stoppet Holocaust som tog livet af 6 mio. jøder. Kritikere peger på episoder som i 1939 da 936 jødiske flygtninge om bord på SS St. Louis blev nægtet asyl og ikke fik lov at komme ind i USA.

## Administration, regering og højesteretsudnævnelser 1933–1945
| FDRs regering Embede Navn Periode Præsident Franklin D. Roosevelt 1933 – 1945 Vicepræsident John Nance Garner 1933 – 1941 Harry S. Truman 1945 – 1945 Henry A. Wallace 1941 – 1945 Udenrigsminister Cordell Hull 1933 – 1944 Edward R. Stettinius, Jr. 1944 – 1945 Finansminister William H. Woodin 1933 – 1934 Henry Morgenthau, Jr. 1934 – 1945 Krigsminister George H. Dern 1933 – 1936 Henry L. Stimson 1940 – 1945 Harry H. Woodring 1936 – 1940 Justitsminister Homer S. Cummings 1933 – 1939 Francis B. Biddle 1941 – 1945 Robert H. Jackson 1940 – 1941 Frank Murphy 1939 – 1940 Generalpostmester James A. Farley 1933 – 1940 Frank C. Walker 1940 – 1945 Flådeminister Claude A. Swanson 1933 – 1939 James V. Forrestal 1944 – 1945 Frank Knox 1940 – 1944 Charles Edison 1940 – 1940 Indenrigsminister Harold L. Ickes 1933 – 1945 Landbrugsminister Henry A. Wallace 1933 – 1940 Claude R. Wickard 1940 – 1945 Handelsminister Daniel C. Roper 1933 – 1938 Henry A. Wallace 1945 – 1945 Jesse H. Jones 1940 – 1945 Harry L. Hopkins 1939 – 1940 Arbejdsminister Frances C. Perkins 1933 – 1945 | Præsident Roosevelt udpegede 8 højesteretsdommere, flere end nogen anden præsident bortset fra George Washington, som udpegede ti. Fra 1941 var otte ud af de ni dommere udpeget af Roosevelt. Harlan Fiske Stone blev ophøjet til højesteretspræsident af Roosevelt. - Hugo Black – 1937 - Stanley Forman Reed – 1938 - Felix Frankfurter – 1939 - William O. Douglas – 1939 - Frank Murphy – 1940 - Harlan Fiske Stone (højesteretspræsident) – 1941 - James Francis Byrnes – 1941 - Robert H. Jackson – 1941 - Wiley Blount Rutledge – 1943 De af Roosevelt udpegede dommere havde ikke samme ideologi, og nogle såsom Hugo Black og Felix Frankfurter, blev "livsvarige modstandere". Frankfurter kaldte sine mere liberale kolleger Rutledge, Murphy, Black og Douglas del af en "Akse" af modstand mod hans juridisk konservative holdninger. |           |
| FDRs regering | |           |
| Embede | Navn | Periode   |
| | |           |
| Præsident | Franklin D. Roosevelt | 1933–1945 |
| | |           |
| Vicepræsident | John Nance Garner | 1933–1941 |
| Vicepræsident | Harry S. Truman | 1945–1945 |
| Vicepræsident | Henry A. Wallace | 1941–1945 |
| | |           |
| Udenrigsminister | Cordell Hull | 1933–1944 |
| Udenrigsminister | Edward R. Stettinius, Jr. | 1944–1945 |
| | |           |
| Finansminister | William H. Woodin | 1933–1934 |
| Finansminister | Henry Morgenthau, Jr. | 1934–1945 |
| | |           |
| Krigsminister | George H. Dern | 1933–1936 |
| Krigsminister | Henry L. Stimson | 1940–1945 |
| Krigsminister | Harry H. Woodring | 1936–1940 |
| | |           |
| Justitsminister | Homer S. Cummings | 1933–1939 |
| Justitsminister | Francis B. Biddle | 1941–1945 |
| Justitsminister | Robert H. Jackson | 1940–1941 |
| Justitsminister | Frank Murphy | 1939–1940 |
| | |           |
| Generalpostmester | James A. Farley | 1933–1940 |
| Generalpostmester | Frank C. Walker | 1940–1945 |
| | |           |
| Flådeminister | Claude A. Swanson | 1933–1939 |
| Flådeminister | James V. Forrestal | 1944–1945 |
| Flådeminister | Frank Knox | 1940–1944 |
| Flådeminister | Charles Edison | 1940–1940 |
| | |           |
| Indenrigsminister | Harold L. Ickes | 1933–1945 |
| | |           |
| Landbrugsminister | Henry A. Wallace | 1933–1940 |
| Landbrugsminister | Claude R. Wickard | 1940–1945 |
| | |           |
| Handelsminister | Daniel C. Roper | 1933–1938 |
| Handelsminister | Henry A. Wallace | 1945–1945 |
| Handelsminister | Jesse H. Jones | 1940–1945 |
| Handelsminister | Harry L. Hopkins | 1939–1940 |
| | |           |
| Arbejdsminister | Frances C. Perkins | 1933–1945 |

## Arven efter Roosevelt
Roosevelt bliver i alle undersøgelser vurderet som en af de største amerikanske præsidenter i historien sammen med Abraham Lincoln og George Washington.
En undersøgelse fra 1999 udført af C-SPAN nåede frem til at et stort flertal af amerikanske historikere betragter Abraham Lincoln, George Washington og Roosevelt som de tre største præsidenter, hvilket er i tråd med andre undersøgelser. Roosevelt er nr. 6 på Gallups liste over personer fra det 20. århundrede som amerikanere beundrer mest.
Både under og efter hans præsidenttid var der kritikere som satte spørgsmålstegn ved hans holdninger og politik, foruden den samling af magten der skete som følge af hans lange præsidenttid, de to store kriser og hans enorme popularitet. Den kraftige vækst i centralregeringens programmer, som foregik under Roosevelt omdefinerede regeringens rolle i De Forenede Stater, og Roosevelts støtte til offentlige sociale programmer var afgørende for at omdefinere liberalisme for senere generationer.
Roosevelt grundlagde USA's lederrolle i verdenspolitikken med udtalelser såsom hans Fire friheder tale, der dannede grundlag for den aktive rolle som USA spillede i og efter krigen.
Efter Franklins død fortsatte Eleanor Roosevelt med at spille en fremtrædende rolle i både amerikansk politik og verdenspolitikken. Hun var delegeret ved konferencen som grundlagde Forenede Nationer og var forkæmper for menneskerettigheder. Mange medlemmer af hans regering og administration spillede ledende roller under de efterfølgende Demokratiske præsidenterTruman, Kennedy og Johnson som alle overtog Roosevelts politiske arv.
Roosevelts hjem i Hyde Park er i dag et National historic site og rummer hans bibliotek. Hans feriehytte i Warm Springs, Georgia er et museum som drives af staten Georgia. Hans sommerbolig på Campobello Island vedligeholdes af regeringerne i Canada og USA som Roosevelt Campobello International Park. Man kommer til øen ad Franklin Delano Roosevelt Bridge.
Roosevelt mindesmærket ligger i Washington, D.C. ved siden af Jefferson Memorial, og Roosevelts portræt optræder på 10 cent mønten Roosevelt dime. Mange parker og skoler foruden hangarskibet USS Franklin D. Roosevelt (CV-42), en metrostation i Paris og hundreder af gader og pladser i USA og resten af verden er opkaldt efter ham.

### Rooseveltmuseet
Roosevelt fik etableret et museum, Franklin D. Roosevelt Presidential Library and Museum Hyde Park New York. Det blev bygget i 1939-1940 og skulle officielt være indviet den 30.juni 1941. På grund af udviklingen i 2. verdenskrig blev den officielle indvielse udsat til 1944. Museet er det første af sin art i USA.

### Eftermæle
Med tanke på Roosevelts præsidenttid "som bragte De Forenede Stater gennem Depressionen og 2. Verdenskrig til en fremgangsrig fremtid" skrev FDR's levnedsbeskriver Jean Edward Smith i 2007: "Han løftede sig fra en kørestol for at hæve en nation i knæ".

## Historiske registreringer
- 14. august 1935 - Præsident Franklin D. Roosevelt underskriver 'Social Security Act', en lov, der etablerer et pensionssystem i USA
- 14. august 1941 - Winston Churchill og Franklin D. Roosevelt underskriver Atlanterhavserklæringen, en hensigtserklæring om verden efter 2. verdenskrig. Den regnes som det første skridt henimod oprettelsen af NATO.

### Primære kilder
- Bureau of the Census, Statistical Abstract of the United States: 1951 (1951) fuld af nyttige data; online Arkiveret 18. december 2008 hos  Wayback Machine
- Bureau of the Census, Historical Statistics of the United States: Colonial Times to 1970 (1976)
- Cantril, Hadley and Mildred Strunk, eds.; Public Opinion, 1935–1946 (1951), stor samling af mange opinionsundersøgelser fra USA
- Gallup, George Horace, ed. The Gallup Poll; Public Opinion, 1935–1971 3 vol (1972)

opsummerer resultaterne af hver undersøgelse som meddelt aviserne .
- Loewenheim, Francis L. and Harold D. Langley, eds; Roosevelt and Churchill: Their Secret Wartime Correspondence (1975)
- Moley, Raymond. After Seven Years (1939), erindringer fra et medlem af hjernetrusten.
- Nixon, Edgar B. ed. Franklin D. Roosevelt and Foreign Affairs (3 vol 1969), dækker 1933–37. 2. serie 1937–39 kan fås på mikrofilm og i en 14 binds trykt udgave på nogle akademiske biblioteker.
- Roosevelt, Franklin D.; Rosenman, Samuel Irving, ed. The Public Papers and Addresses of Franklin D. Roosevelt (13 vol, 1938, 1945); kun offentlig materiale (ingen breve) dækker 1928–1945.
- Zevin, B. D. ed.; Nothing to Fear: The Selected Addresses of Franklin Delano Roosevelt, 1932–1945 (1946) udvalgte taler
- Documentary History of the Franklin D. Roosevelt Administration Arkiveret 12. december 2008 hos  Wayback Machine 20 bind. Findes på nogle store akademiske biblioteker.
- Roosevelt, Franklin D.; Myron C. Taylor, ed. Wartime Correspondence Between President Roosevelt and Pope Pius XII. Prefaces by Pius XII and Harry Truman. Kessinger Publishing (1947, genoptrykt, 2005). ISBN 1-4191-6654-9

### Biografier
- Black, Conrad. Franklin Delano Roosevelt: Champion of Freedom, 2003.
- Burns, James MacGregor. Roosevelt (1956, 1970), 2 vol; fortolkende forskningsbiografi, vægten på politik. Bind 2 handler om krigsårene
- Coker, Jeffrey W. Franklin D. Roosevelt: A Biography. Greenwood, 2005. 172 pp.
- Freidel, Frank. Franklin D. Roosevelt: A Rendezvous with Destiny (1990), Etbinds forskningsbiografi, dækker hele hans liv
- Freidel, Frank. Franklin D. Roosevelt (4 vol 1952–73), den mest detaljerede forskningsbiografi, ender i 1934.
- Davis, Kenneth S. FDR: The Beckoning of Destiny, 1982–1928 (1972)
- Goodwin, Doris Kearns. No Ordinary Time: Franklin and Eleanor Roosevelt: The Home Front in World War II (1995)
- Jenkins, Roy. Franklin Delano Roosevelt (2003) kort biografi fra britisk synsvinkel
- Lash, Joseph P. Eleanor and Franklin: The Story of Their Relationship Based on Eleanor Roosevelt's Private Papers (1971), historien om et ægteskab.
- Morgan, Ted, FDR: A biography, (1985), en populær biografi
- Ward, Geoffrey C. Before The Trumpet: Young Franklin Roosevelt, 1882–1905 (1985); A First Class Temperament: The Emergence of Franklin Roosevelt, (1992), dækker 1905–1932.

### Sekundære forskningsmæssige kilder
- Alter, Jonathan. The Defining Moment: FDR's Hundred Days and the Triumph of Hope (2006), populær historie
- Beasley, Maurine, et al eds. The Eleanor Roosevelt Encyclopedia (2001) online Arkiveret 11. februar 2009 hos  Wayback Machine
- Bellush, Bernard; Franklin D. Roosevelt as Governor of New York (1955) online Arkiveret 11. februar 2009 hos  Wayback Machine
- Graham, Otis L. and Meghan Robinson Wander, eds. Franklin D. Roosevelt: His Life and Times. (1985). encyklopædi
- Kennedy, David M. Freedom From Fear: The American People in Depression and War, 1929–1945. (1999), vidtrækkende undersøgelse af nationale forhold
- Leuchtenburg, William E. Franklin D. Roosevelt and the New Deal, 1932–1940. (1963). En standardfortolkning af periodens historie.
- Leuchtenburg, William E. In the Shadow of FDR: From Harry Truman (2001), hans langsigtede indflydelse
- Leuchtenburg, William E. "Showdown on the Court." Smithsonian 2005 36(2): 106–113. Issn: 0037-7333 Fulltext: at Ebsco
- McMahon, Kevin J. Reconsidering Roosevelt on Race: How the Presidency Paved the Road to Brown. U. of Chicago Press, 2004. 298 pp.
- Parmet, Herbert S. and Marie B. Hecht; Never Again: A President Runs for a Third Term (1968) om valget i 1940
- Ritchie, Donald A,; Electing FDR: The New Deal Campaign of 1932 U. Press of Kansas, 2007.
- Rosen, Elliot A. Roosevelt, the Great Depression, and the Economics of Recovery. U. Press of Virginia, 2005. 308 pp.
- Schlesinger, Arthur M. Jr., The Age of Roosevelt, 3 vols, (1957–1960), den klassiske fortællende historie. Støtter FDR stærkt. Online på vol 2 Arkiveret 28. juni 2006 hos  Wayback Machine vol 3 Arkiveret 13. februar 2006 hos  Wayback Machine
- Shaw, Stephen K.; Pederson, William D.; and Williams, Frank J., eds. Franklin D. Roosevelt and the Transformation of the Supreme Court. Sharpe, 2004.
- Sitkoff, Harvard, ed. Fifty Years Later: The New Deal Evaluated (1985)
- Hakim, Joy (1995). A History of Us: War, Peace and all that Jazz. New York: Oxford University Press. s. 100-104. ISBN 0-19-509514-6.

### Udenrigspolitik og 2. Verdenskrig
- Beschloss, Michael R. The Conquerors: Roosevelt, Truman and the Destruction of Hitler's Germany, 1941–1945 (2002).
- Burns, James MacGregor. Roosevelt: Soldier of Freedom (1970), 2. bind dækker krigsårene.
- Wayne S. Cole, "American Entry into World War II: A Historiographical Appraisal," The Mississippi Valley Historical Review, Vol. 43, No. 4. (Mar., 1957), pp. 595–617.
- Dallek, Robert. Franklin D. Roosevelt and American Foreign Policy, 1932–1945 (2nd ed. 1995) bred gennemgang af udenrigspolitik
- Glantz, Mary E. FDR and the Soviet Union: The President's Battles over Foreign Policy. U. Press of Kansas, 2005. 253 pp.
- Heinrichs, Waldo. Threshold of War. Franklin Delano Roosevelt and American Entry into World War II (1988).
- Kimball, Warren. The Juggler: Franklin Roosevelt as World Statesman (1991)
- Langer, William and S. Everett Gleason. The Challenge to Isolation, 1937–1940 (1952). The Undeclared War, 1940–1941 (1953). Indflydelsesrige 2-binds halvofficiel historie
- Larrabee, Eric.  Commander in Chief: Franklin Delano Roosevelt, His Lieutenants, and Their War. Historien om hvorfan FDR håndterede krigen
- Weinberg, Gerhard L. A World at Arms: A Global History of World War II (1994). Generel historie om krigen. Stærk om FDR's diplomati og andre væsentlige ledere.
- Woods, Randall Bennett. A Changing of the Guard: Anglo-American Relations, 1941–1946 (1990)

### Kritik
- Barnes, Harry Elmer. Perpetual War for Perpetual Peace: A Critical Examination of the Foreign Policy of Franklin Delano Roosevelt and Its Aftermath (1953). "revisionister" beskylder FDR for at tilskynde Japan til at angribe.
- Best, Gary Dean. The Retreat from Liberalism: Collectivists versus Progressives in the New Deal Years (2002) kritiserer intellektuelle som støttede FDR
- Best, Gary Dean. Pride, Prejudice, and Politics: Roosevelt Versus Recovery, 1933–1938 Praeger Publishers. 1991; opsummerer avisledere
- Conkin, Paul K. New Deal (1975), kritik fra venstrefløjen
- Doenecke, Justus D. and Stoler, Mark A. Debating Franklin D. Roosevelt's Foreign Policies, 1933–1945. Rowman & Littlefield, 2005. 248 pp.
- Flynn, John T. The Roosevelt Myth (1948), tidligere socialist som fordømmer alt ved FDR
- Moley, Raymond. After Seven Years (1939) erindringer fra en insider i hjernetrusten, som blev konservativ
- Russett, Bruce M. No Clear and Present Danger: A Skeptical View of the United States Entry into World War II 2nd ed. (1997) hævder at Amerika skulle have ladet Sovjetunionen og Tyskland ødelægge hinanden
- Plaud, Joseph J. Historical Perspectives on Franklin D. Roosevelt, American Foreign Policy, and the Holocaust (2005).Archived at the FDR American Heritage Center Museum Website Arkiveret 12. januar 2014 hos  Wayback Machine
- Powell, Jim. FDR's Folly: How Roosevelt and His New Deal Prolonged the Great Depression. (2003), et retorisk angreb på alle FDR's politikker
- Robinson, Greg. By Order of the President: FDR and the Internment of Japanese Americans (2001) siger at FDR's racisme var hovedårsagen.
- Schivelbusch, Wolfgang. Three New Deals: Reflections on Roosevelt's America, Mussolini's Italy, and Hitler's Germany, 1933–1939 (2006) sammenligner populistiske og paternalistiske træk
- Smiley, Gene. Rethinking the Great Depression (1993) kort essay af en økonom, som kritiserer både Hoover og FDR
- Wyman, David S. The Abandonment Of The Jews: America and the Holocaust Pantheon Books, 1984. Angriber Roosevelt for passiv medvirken til at Holocaust kunne ske

### FDR's retorik
- Braden, Waldo W., and Earnest Brandenburg. "Roosevelt's Fireside Chats." Communication Monographs' 22 (1955): 290–302.
- Buhite, Russell D. and David W. Levy, eds. FDR's Fireside Chats (1993)
- Craig, Douglas B. Fireside Politics: Radio and Political Culture in the United States, 1920–1940 (2005)
- Crowell, Laura. "Building the "Four Freedoms" Speech." Communication Monographs 22 (1952): 266–283.
- Crowell, Laura. "Franklin D. Roosevelt's Audience Persuasion in the 1936 Campaign." Communication Monographs 17 (1950): 48–64
- Houck, Davis W. F. D. R. and Fear Itself: The First Inaugural Address. Texas A&M UP, 2002.
- Houck, Davis W. Rhetoric as Currency: Hoover, Roosevelt, and the Great Depression. Texas A&M UP, 2001.
- Ryan, Halford Ross. "Roosevelt's First Inaugural: A Study of Technique." Quarterly Journal of Speech 65 (1979): 137–149.
- Ryan, Halford Ross. Franklin D. Roosevelt's Rhetorical Presidency. Greenwood Press, 1988.
- Stelzner, Hermann G. "'War Message,' December 8, 1941: An Approach to Language." Communication Monographs 33 (1966): 419–437.

## Eksterne kilder og henvisninger
- Franklin D. Roosevelt på gravsted.dk

- Wikimedia Commons har flere filer relateret til Franklin D. Roosevelt

- Wikiquote har flere citater relateret til Franklin D. Roosevelt.
- Franklin Delano Roosevelt: A Resource Guide Arkiveret 12. januar 2009 hos  Wayback Machine from the Library of Congress
- New Deal Network Arkiveret 23. december 2008 hos  Wayback Machine omfattende samling af billeder og primære kilder
- Interview med Erika Herbrig om FDR's politik
- FDR tegneseriearkiv Arkiveret 21. januar 2009 hos  Wayback Machine
- Hyde Park NY, FDR's hjem Arkiveret 22. december 2008 hos  Wayback Machine
- Campobello Island sommerbolig for FDR Arkiveret 9. marts 2009 hos  Wayback Machine
- Warm Springs GA FDR feriecenter Arkiveret 22. december 2008 hos  Wayback Machine
- FDR Memorial Washington DC Arkiveret 7. november 2010 hos  Wayback Machine
- The Franklin D. Roosevelt Presidential Library and Museum Arkiveret 7. marts 2011 hos  Wayback Machine
  - Lydarkiv Arkiveret 18. december 2008 hos  Wayback Machine
  - Academic Data Related to the Roosevelt Administration Arkiveret 11. juli 2006 hos  Wayback Machine
- TIME Magazine Cover: Franklin D. Roosevelt, May 28, 1923 Arkiveret 21. december 2008 hos  Wayback Machine
- Roosevelt i Warm Springs Arkiveret 6. maj 2008 hos  Wayback Machine
- "American Experience: The Presidents: FDR" Arkiveret 21. december 2008 hos  Wayback Machine, TV dokumentarfilm, Public Broadcasting Service, 1994, iTunes Free Download Arkiveret 12. december 2008 hos  Wayback Machine
- Springwood: Birthplace and Home to Franklin D. Roosevelt, a National Park Service Teaching with Historic Places
- Omfattende essay om FDR og kortere essays om hver af ministrene i hans regering og Eleanor Roosevelt. Fra Miller Center of Public Affairs Arkiveret 5. december 2008 hos  Wayback Machine
- Franklin D. Roosevelt American Heritage Center Museum Arkiveret 10. december 2008 hos  Wayback Machine En af de største FDR-relaterede kildesamlinger i verden
- Potografier af Franklin D. Roosevelt, 1913-1945 Arkiveret 22. december 2008 hos  Wayback Machine Potografiske samling i National Archives

### Taler og citater: lyd og afskrifter
- Lyden af over 40 Roosevelt taler (herunder et samlet sæt af kaminpassiarer) via the Miller Center of Public Affairs (UVa)
- Roosevelts hemmelige optagelser fra Det Hvide Hus via the Miller Center of Public Affairs (UVa)
- berømte citater
- The American Presidency Project Arkiveret 19. februar 2011 hos  Wayback Machine fra University of California at Santa Barbara
  - Public Papers of the Presidents: Franklin D. Roosevelt Arkiveret 19. august 2016 hos  Wayback Machine
  - State of the Union AddressesArkiveret 6. april 2012 hos  Wayback Machine
    - 1934 Arkiveret 26. januar 2009 hos  Wayback Machine, 1935 Arkiveret 26. januar 2009 hos  Wayback Machine, 1936 Arkiveret 26. januar 2009 hos  Wayback Machine, 1937 Arkiveret 26. januar 2009 hos  Wayback Machine, 1938 Arkiveret 26. januar 2009 hos  Wayback Machine, 1939 Arkiveret 26. januar 2009 hos  Wayback Machine, 1940 Arkiveret 26. januar 2009 hos  Wayback Machine, 1941 Arkiveret 20. november 2008 hos  Wayback Machine, 1942 Arkiveret 26. januar 2009 hos  Wayback Machine, 1943 Arkiveret 26. januar 2009 hos  Wayback Machine, 1944 Arkiveret 26. januar 2009 hos  Wayback Machine

  - State of the Union Written MessagesArkiveret 6. april 2012 hos  Wayback Machine
    - 1945 Arkiveret 26. januar 2009 hos  Wayback Machine

  - Inaugural Addresses Arkiveret 11. juli 2006 hos  Wayback Machine
    - 1933 Arkiveret 14. januar 2009 hos  Wayback Machine, 1937 Arkiveret 26. januar 2009 hos  Wayback Machine, 1941 Arkiveret 26. januar 2009 hos  Wayback Machine, 1945 Arkiveret 26. januar 2009 hos  Wayback Machine

  - Fireside Chats Arkiveret 25. december 2008 hos  Wayback Machine
  - Presidential Elections Arkiveret 11. juli 2006 hos  Wayback Machine
    - 1932 Arkiveret 8. december 2008 hos  Wayback Machine, 1936 Arkiveret 7. december 2008 hos  Wayback Machine, 1940 Arkiveret 8. december 2008 hos  Wayback Machine, 1944 Arkiveret 8. december 2008 hos  Wayback Machine

  - 32 Audio/Video Clips of FDR Arkiveret 22. januar 2009 hos  Wayback Machine
- FDR – Day of Infamy video clip (2 min.)
- Audio clips of speeches Arkiveret 7. februar 2009 hos  Wayback Machine
- First Inaugural Address Arkiveret 7. februar 2009 hos  Wayback Machine, via Yale University
- Second Inaugural Address Arkiveret 7. februar 2009 hos  Wayback Machine, via Yale University
- Third Inaugural Address Arkiveret 7. februar 2009 hos  Wayback Machine, via Yale University
- Fourth Inaugural Address Arkiveret 7. februar 2009 hos  Wayback Machine, via Yale University
- Court "Packing" Speech March 9, 1937 Arkiveret 21. december 2008 hos  Wayback Machine
- University of Virginia graduating class speech ("Stab in the Back" speech) June 10, 1940 Arkiveret 20. juli 2009 hos  Wayback Machine

### Andre
- IPL POTUS – Franklin Delano Roosevelt Arkiveret 29. december 2008 hos  Wayback Machine
- Et arkiv over politiske karrikaturer fra Franklin D. Roosevelts præsidenttid Arkiveret 29. maj 2009 hos  Wayback Machine
- FDR ved Atlanterhavskonferencen Arkiveret 27. december 2008 hos  Wayback Machine
- Franklin D. Roosevelt Links Arkiveret 31. januar 2009 hos  Wayback Machine
- On Franklin Roosevelt's progressive visionfrom the Roosevelt InstitutionArkiveret 12. december 2007 hos  Wayback Machine, en tænketank for studerende, tildels inspireret af Franklin Roosevelt.
- The Happy Warrior en biografi over Alfred Smith af Franklin D. Roosevelt